# Alexandru Cuedan
Alexandru Cuedan (ur. 26 września 1910 w Aradzie, zm. 9 maja 1976) – rumuński piłkarz, pomocnik oraz obrońca. Reprezentant Rumunii podczas mistrzostw świata w 1934. W czasie kariery piłkarskiej, grywał dla CFR Bukareszt.

## Reprezentacja narodowa
W roku 1934 został powołany przez ówczesnych trenerów - Josefa Uridila i Costela Radulescu na mistrzostwa świata 1934, które odbywały się we Włoszech.